# 小岭堂
小岭堂是美以美会在中国福州创立的主要教堂之一，1998年以前位于仓山小岭顶，起初是公理会向当地中国蔡姓居民租用的布道处（1855年），后来公理会放弃仓山，转向闽江以北开拓，美以美会福州年议会就接手这个布道处，改称小岭堂，并派传教士孟存慈主理该堂，1893年成立牧区。1914年，这里建成有三进院落的新教堂：一进为阅报所和钟楼；二进为礼拜堂；三进为牧师楼和小学，于是小岭堂成为当时福州的有名教堂之一。1995年作为天安堂的附属堂重新开放。1998年，因旧城改造拆迁；2000年，位于仓山下渡十锦祠的壮观的新教堂落成，建筑面积700平方米。